# Kohn Pedersen Fox
Kohn Pedersen Fox Associates (KPF) is een Amerikaans architectenbureau opgericht in New York in 1976 door de architecten A. Eugene Kohn, William Pedersen en Sheldon Fox. Het is tegenwoordig een mondiaal opererend bedrijf met meer dan 550 architecten.

## Selectie van ontwerpen
- 1983: 333 Wacker Drive
- 1988: 1201 Third Avenue
- 1989: 900 North Michigan
- 1992: Grant Thornton Tower
- 1993: Westendstraße 1
- 1997: Buffalo Niagara International Airport
- 1998: LKG Tower
- 2000: South Point Offices / Avenue Building, Hoofddorp
- 2002: GT International Tower
- 2002: 191 North Wacker
- 2003: Hoftoren
- 2004: Brickell Arch
- 2006: Abu Dhabi Investment Authority Tower
- 2006: CNOOC Building
- 2008: Shanghai World Financial Center
- 2009: Mandarin Oriental
- 2009: Le Mirage
- 2010: International Commerce Centre
- 2011: Heron Tower
- 2011: Tour First
- 2012: Robert H. Jackson United States Courthouse
- 2016: Guangzhou Chow Tai Fook Finance Centre
- 2017: Lotte World Tower
- 2017: Ping An Finance Centre
- 2019: 55 Hudson Yards
- 2019: Midfield Terminal Concourse Abu Dhabi International Airport
- 2019: Bishopsgate Tower
- 2020: One Vanderbilt
- gepland: Five World Trade Center
- gepland: Sky Mile Tower